# Мантуриха (посёлок)
Ма́нтуриха — посёлок в Кабанском районе Бурятии. Входит в городское поселение «Бабушкинское».

## География
Посёлок расположен на берегу Байкала, севернее устья реки Мантурихи, в 12 км к северо-востоку от города Бабушкин. Вдоль восточной окраины посёлка проходит Транссибирская магистраль с расположенной здесь платформой Мантуриха (ВСЖД), где совершает остановку электропоезд Улан-Удэ — Мысовая. В полукилометре к востоку от центра посёлка — выезд на федеральную автомагистраль Р258 «Байкал» (М-55).

## Население
| 2002 | 2010 |
| ---- | ---- |
| 76   | ↗84  |